# داني هوش
داني هوش (بالإنجليزية: Danny Hoch)‏ مواليد 23 نوفمبر 1970 في بروكلين، الولايات المتحدة، هو ممثل ومخرج أمريكي بدأ مسيرته الفنية سنة 1996.

## الأعمال
- الخط الأحمر الرفيع
- سقوط الصقر الأسود
- أغنية السجن
- القانون والنظام: الوحدة الخاصة للضحايا
- حرب العوالم
- نحن نملك الليل
- الخزنة
- الموهبة
- غوثام

## روابط خارجية
- داني هوش على موقع IMDb (الإنجليزية)
- داني هوش على موقع ألو سيني (الفرنسية)
- داني هوش على موقع ميوزك برينز (الإنجليزية)
- داني هوش على موقع أول موفي (الإنجليزية)
- داني هوش على موقع قاعدة بيانات برودواي على الإنترنت (الإنجليزية)
- داني هوش على موقع قاعدة بيانات الأفلام السويدية (السويدية)
- داني هوش على موقع قاعدة بيانات الفيلم (الإنجليزية)
- داني هوش على موقع كينوبويسك (الروسية)